# エリオット・マタゾ
エリオット・マタゾ（Eliot Matazo、2002年2月15日 - ）は、ベルギー・ブリュッセル首都地域ヴォリュウェ＝サン＝ランベール出身のサッカー選手。EFLチャンピオンシップ・ハル・シティAFC所属。ポジションはMF。

## クラブ経歴
自身が8歳の時にRSCアンデルレヒトの下部組織へ入団し、同じく2002年生まれのジェレミー・ドクやキリアン・サルデラ、アヌアル・エ・エル・ハジといった選手たちと共にプレーした。16歳の時にはアンデルレヒトからプロ契約を打診されたものの、マタゾはこれを拒否してASモナコへ移籍した。
モナコのリザーブチームで2シーズンの間経験を積み、2020年9月27日、リーグ・アンのRCストラスブール戦にてトップチームデビューを果たした。プロ初ゴールは2021年5月9日のスタッド・ランス戦であり、1-0での勝利に大きく貢献した。
2022年1月13日、クラブとの契約を2026年6月末まで延長した。

## 代表経歴
2017年からベルギーの各世代別代表に招集されている。